# Катастрофа Fokker F28 в Нью-Йорке
Катастрофа Fokker F28 в Нью-Йорке — авиационная катастрофа, произошедшая в воскресенье 22 марта 1992 года. Авиалайнер Fokker F28-4000 Fellowship авиакомпании USAir выполнял плановый внутренний рейс AWE 405 по маршруту Джэксонвилл—Нью-Йорк—Кливленд, но уже через 17 секунд после вылета из Нью-Йорка рухнул в залив Флашинг в 7 метрах от ВПП и полностью разрушился. Из находившихся на его борту 51 человека (47 пассажиров и 4 члена экипажа) погибли 27.

## Самолёт
Fokker F28-4000 Fellowship (регистрационный номер N485US, серийный 11935) был выпущен в 1986 году (первый полёт совершил 1 апреля). 23 августа того же года с б/н N214P был передан авиакомпании Piedmont Airlines. 5 августа 1989 года был куплен авиакомпанией USAir, в которой получил бортовой номер N485US. Оснащён двумя двухконтурными турбореактивными двигателями Rolls-Royce Spey 555-15P. На день катастрофы совершил 16 280 циклов «взлёт-посадка» и налетал 12 462 часа.

## Экипаж и пассажиры
Самолётом управлял опытный экипаж, состав которого был таким:
- Командир воздушного судна (КВС) — 44-летний Уоллес Дж. Маджур II (англ. Wallace J. Majure II). Опытный пилот, проработал в авиакомпании USAir 6 лет и 9 месяцев (с 20 мая 1985 года). Управлял самолётами Embraer-110, DHC-7, McDonnell Douglas DC-9 и Boeing 737. В должности командира Fokker F28 — с 20 марта 1985 года (до этого управлял им в качестве второго пилота). Налетал 9820 часов, свыше 2200 из них на Fokker F28 (свыше 1400 из них в качестве КВС).
- Второй пилот — 30-летний Джон Дж. Рачуба (англ. John J. Rachuba). Опытный пилот, проработал в авиакомпании USAir 2 года и 7 месяцев (с 19 июля 1989 года). Управлял самолётом Boeing 727. В должности второго пилота Fokker F28 — с 1 февраля 1992 года. Налетал 4507 часов, 29 из них на Fokker F28.

В салоне самолёта работали две стюардессы:
- Дженис Кинг (англ. Janice King),
- Дебра Э. Тейлор (англ. Debra A. Taylor).

Среди пассажиров на борту самолёта находился известный американский актёр Ричард Лоусон.

## Хронология событий

### Предшествующие обстоятельства

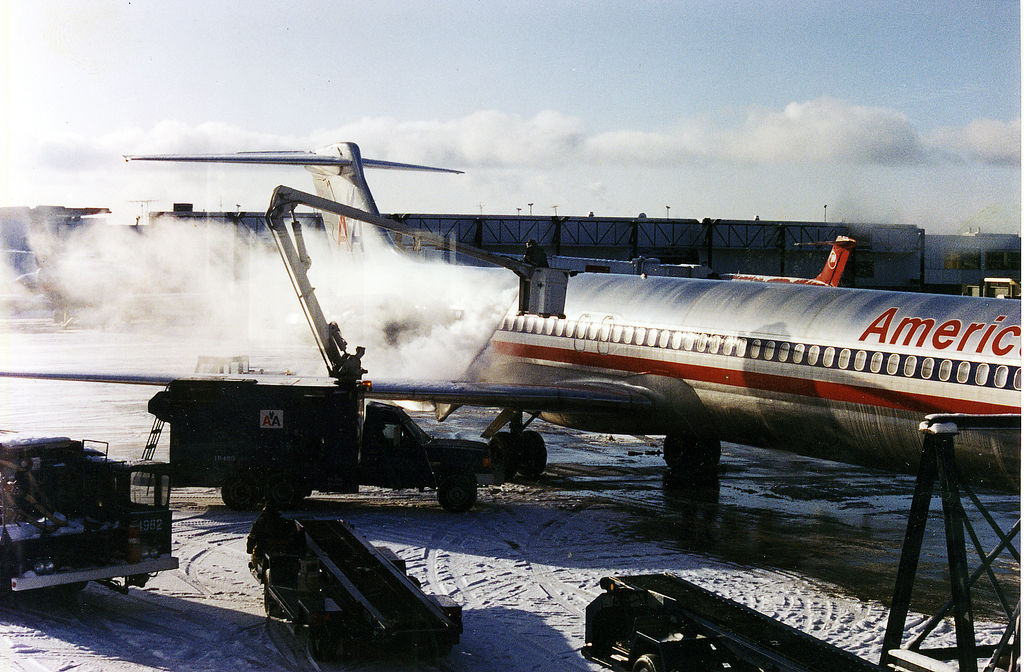
Антиобледенительные процедуры

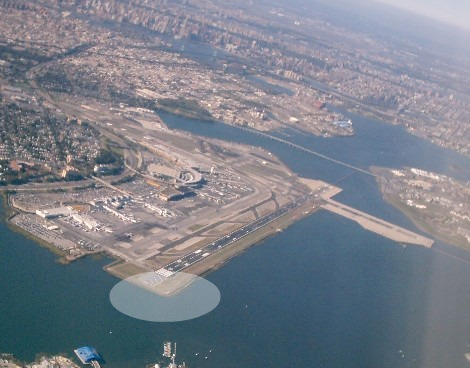
Панорама аэропорта Ла-Гуардия (внизу отмечено место катастрофы)

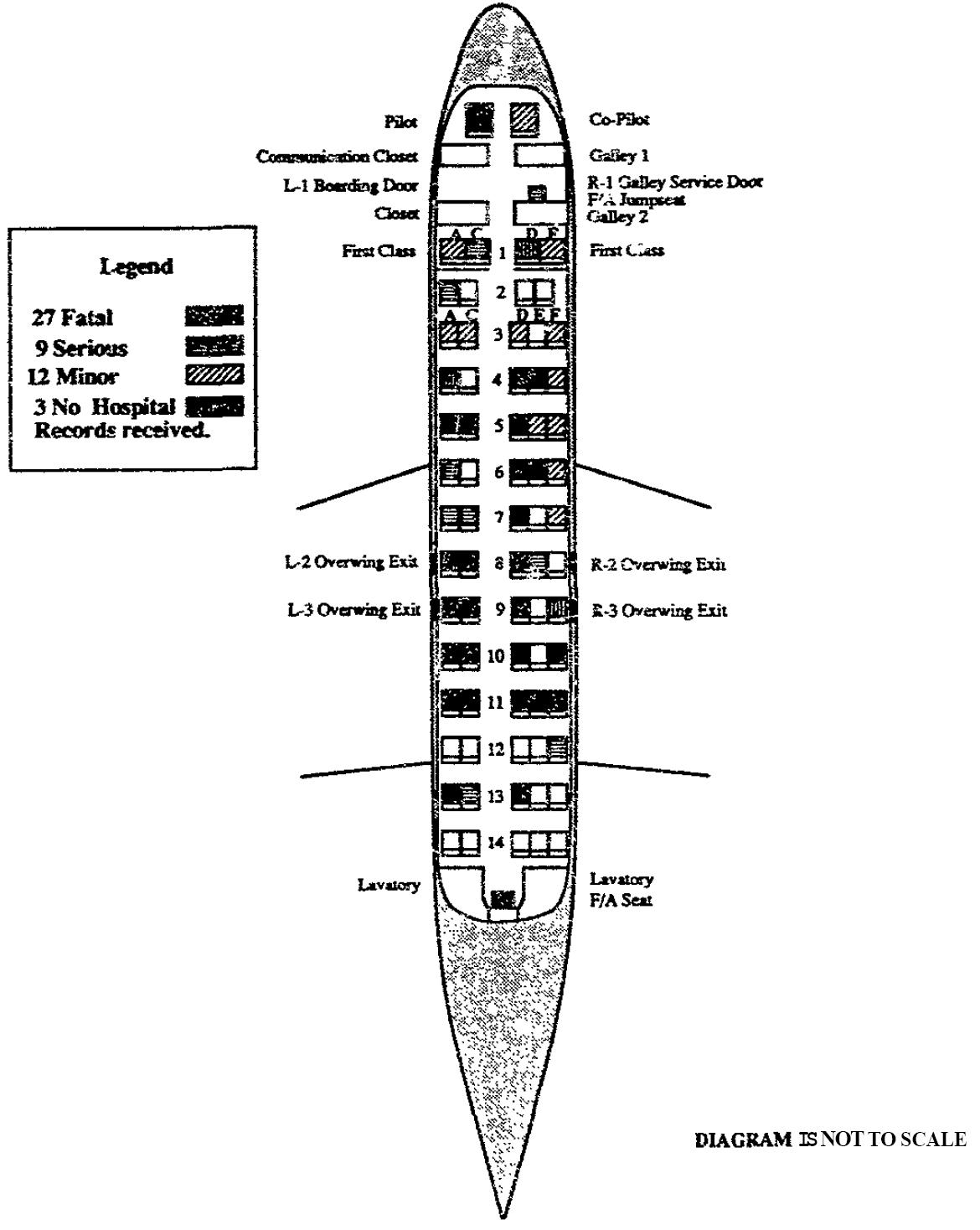
Диаграмма травм пассажиров рейса 405 (NTSB) в зависимости от их местонахождения

Экипаж командира Маджура II начал работу 22 марта 1992 года, выполнив рейс AWE 1257 (Блаунтвилл (Теннесси)—Шарлотт (Северная Каролина)); вылетев в 11:09, рейс 1257 приземлился в Шарлотте в 11:40. Затем был выполнен рейс AWE 1863 из Шарлотта в Джэксонвилл (Флорида); вылет в 14:45, посадка в 15:50, рейс выполнял Fokker F28-4000 Fellowship борт N485US. Следующий рейс (AWE 405) должен был вылететь из Джэксонвилла в 16:35, но вылет был задержан из-за плохой погоды в районе аэропорта Ла-Гуардия; потом задержка рейса была продлена из-за вывоза багажа нескольких пассажиров, которые решили покинуть самолёт. Рейс 405 вылетел из Джэксонвилла в 17:15 и приземлился в Нью-Йоркском аэропорту Ла-Гуардия без значительных дополнительных задержек, на его борту помимо 4 членов экипажа находились 47 пассажиров. Самолёт был припаркован у гейта B1 примерно в 19:49, на 1 час 6 минут позже расписания.
После того, как самолёт был припаркован, командир сообщил линейному механику, встретившему рейс, что самолёт готов к работе. После КВС покинул кабину, а второй пилот начал готовить самолёт к перелёту в Кливленд (Огайо), который первоначально должен был вылететь в 19:20; затем он отошёл в терминал аэропорта на 3-5 минут, чтобы воспользоваться туалетом. Командир вернулся в кабину примерно через 10 минут после второго пилота, но при этом они не выполнили обходной осмотр самолёта (на самом деле от них не требовалось делать это в соответствии с процедурами USAir). Впоследствии второй пилот описал снегопад как «не тяжелый, без крупных хлопьев»; также он заявил, что обогрев лобового стекла был слабым, снег соскальзывал с самолёта, а его носовая часть в области кабины экипажа была покрыта водянистым слоем; также второй пилот заявил, что ветра в тот момент не было.
Согласно данным США по борьбе с обледенением, самолёт был очищен от льда жидкостью типа I с водно-гликолевой смесью 50/50 с использованием двух грузовиков. После устранения обледенения (примерно в 20:26) у одного из грузовиков возникли механические проблемы, и он остановился позади лайнера, в результате чего задержка вылета составила около 20 минут. После этого КВС потребовал повторной антиобледенительной процедуры; записи USAir по борьбе с обледенением показали, что вторая антиобледенительная процедура была завершена примерно в 21:00. В 21:05:37 второй пилот связался с наземным диспетчером аэропорта Ла-Гуардия и запросил разрешение на руление; диспетчер дал разрешение на руление на взлётно-посадочную полосу № 13.

### Катастрофа
Согласно записям речевого самописца, рейс 405 остановился у торца ВПП № 13 в 21:33:50, а в 21:34:51 получил разрешение на взлёт. В 21:34:56,6 самописец записал звук, похожий на отпускание стояночного тормоза, а затем звук усиления шума двигателей. В 21:35:17,1 КВС и затем второй пилот сказали: 80, в 21:35:25,4 второй пилот сказал: V1, а в 21:35:26,2: VR.
Впоследствии второй пилот описал взлёт как нормальный во время подъёма передней стойки. Также он заявил, что не было никаких проблем с вибрацией, ускорением, окружающим шумом и управлением по курсу, а также он указал, что взлёт был начат с плавного постепенного поворота до 15° с нормальной скоростью 3° в секунду.
В 21:35:28,4, примерно через 2,2 секунды после отрыва от ВПП, речевой самописец записал звук скрежетания правого крыла лайнера по покрытию ВПП. В 21:35:33,4 прозвучал сигнал GPWS о сваливании, затем прозвучали ещё 5 таких сигналов; за это время самолёт накренился влево, а затем снова вправо, при этом едва касаясь земли стойками шасси. В 21:35:40,78 был записан звук удара, в 21:35:42,72 запись обоих бортовых самописцев оборвалась.
Рейс AWE 405 сбил посадочные огни у торца ВПП № 13, набрал высоту, затем снова снизился и врезался в БПРМ, от удара правое крыло оторвалось. После этого лайнер в частично перевёрнутом положении рухнул на берег залива Флашинг и полностью разрушился; хвостовая часть лежала на берегу залива, а большая часть фюзеляжа с левым крылом и кабиной пилотов ушла под воду. Катастрофа произошла в 21:35:43, в тёмное время суток, в точке 40°46′23″ с. ш. 73°51′29″ з. д.. Спасательные службы аэропорта Ла-Гуардия прибыли на место катастрофы уже через несколько минут.
В катастрофе погибли 27 человек — 2 члена экипажа (КВС и стюардесса Кинг) и 25 пассажиров; большинство из них изначально выжили после падения самолёта, но погибли от утопления. Выжили 24 человека — 2 члена экипажа (второй пилот и стюардесса Тейлор) и 22 пассажира, в том числе актёр Ричард Лоусон; 3 из них медицинская помощь не потребовалась.

## Расследование
Расследование причин катастрофы рейса AWE 405 проводил Национальный совет по безопасности на транспорте (NTSB).
Окончательный отчёт расследования был выпущен 17 февраля 1993 года.

## Культурные аспекты
Катастрофа рейса 405 USAir показана в 9 сезоне канадского документального телесериала Расследования авиакатастроф в серии В снежном плену.

### Комментарии
1. ↑  Здесь и далее указано Североамериканское восточное время — EST